# Emilian Bratu

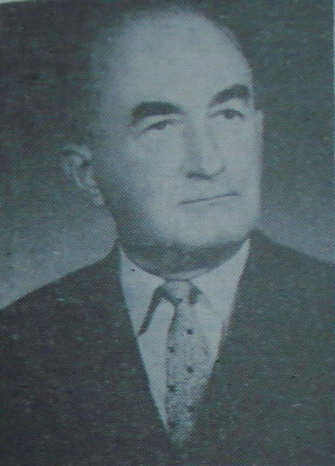
Emilian Bratu

Emilian Bratu (* 8. August 1904 in Bukarest; † 31. März 1991) war ein rumänischer Chemieingenieur. Er begründete die Ausbildung von Chemieingenieuren in Rumänien. Gemeinsam mit dem österreichischen Physikochemiker Otto Redlich studierte er die Dissoziationskonstante des schweren Wassers.

## Leben und Werk
Er wurde in Bukarest geboren und studierte an der Nationalen Schule für Brücken und Straßen (später Polytechnische Universität Bukarest). Danach besuchte er die Technische Universität Wien und spezialisierte er sich in physikalischer Chemie und Elektrochemie. Hier begegnete er Otto Redlich, mit dem er die Eigenschaften des schweren Wassers in den Jahren 1932 bis 1935 untersuchte.

## Schriften
- Em. Bratu, P. Staehelin, Electrochimia și electrometalurgia în România, Buletinul Soc. Politehnice nr. 11 (1931)
- Em. Bratu, E. Abel, O. Redlich, Die elektrolytische Dissoziation des schweren Wassers; vorläufige Mittelung, Zeitschrift für physikalische Chemie, 170, 153 (1934)
- Em. Bratu, Izotopul greu al hidrogenului. Apa grea, Buletinul Soc. Politehnice nr. 2 (1934)
- Em. Bratu, E. Abel, O. Redlich, Die elektrolytische Dissoziation des schweren Wassers, Zeitschrift für physikalische Chemie, 173, 353 (1935)
- Em. Bratu, Industria Chimică, Enciclopedia României, vol. III, 1938
- Em. Bratu, Die Aktivitätskoeffizienten der Gase, Mitteilungen der Technischen Hochschule Bukarest XIII, 346 (1942)
- Em. Bratu, Grafic pentru calculul tehnic, Revistele tehnice AGIR – Chimie, nr. 2 (1947)
- Em. Bratu, Une équation générale pour la pression des vapeurs saturantes Buletinul Institutului Național de Cercetări tehnologice, II, 36 (1947)
- Manualul inginerului chimist vol. III și IV (1953–1954)
- Em. Bratu, Curs de procedee și aparate în industria chimică, 4 volume, litografia Ministerul învățământului și culturii (1954–1957)